# Scambus lateralis
Scambus lateralis là một loài tò vò trong họ Ichneumonidae.